# Javier Castrilli
Javier Castrilli (Buenos Aires, 1957. május 22. –) argentin nemzetközi labdarúgó-játékvezető. Teljes neve: Javier Alberto Castrilli. Polgári foglalkozása tornatanár.

## Pályafutása

### Nemzeti játékvezetés
A játékvezetői vizsgát 1980-ban tette le, 1990-ben lett hazája legfelső szintű labdarúgó-bajnokságának játékvezetője. Etikai normájához tartozott, hogy a kis csapatnak, a gyenge csapatnak ugyanolyan feltételeket kell biztosítani, mint az erős, a nagy csapatoknak. Az aktív nemzeti játékvezetéstől 1998-ban etikai okok miatt vonult vissza (az AFA nyomást gyakorolt a játékvezetőkre, hogy segítsék a neves csapatokat!).[forrás?]

### Nemzetközi játékvezetés
Az Argentin labdarúgó-szövetség Játékvezető Bizottsága (JB) 1992-ben terjesztette fel nemzetközi játékvezetőnek, a Nemzetközi Labdarúgó-szövetség (FIFA) bíróinak keretébe. Nagyon szigorú, szinte drákói, a szabályi előírásokhoz hűen ragaszkodó sportember. Pályafutása alatt a seriff becenevet kapta. Több válogatott és nemzetközi klubmérkőzést vezetett. Az argentin nemzetközi játékvezetők rangsorában, a világbajnokság-Európa-bajnokság sorrendjében többedmagával az 5. helyet foglalja el 2 találkozó szolgálatával. Az aktív nemzetközi játékvezetéstől 1998-ban vonult vissza.

#### Világbajnokság
1993-ban Japánban rendezett U17-es labdarúgó-világbajnokságon a FIFA JB bíróként foglalkoztatta. 
| Időpont             | Helyszín                | Mérkőzés típusa        | Mérkőzés      | Eredmény | Nézők száma |
| ------------------- | ----------------------- | ---------------------- | ------------- | -------- | ----------- |
| 1993. augusztus 21. | Olimpiai Stadion, Tokió | selejtező (A. csoport) | Japán–Ghána   | 0 : 1    | 21 938      |
| 1993. augusztus 26. | Központi Stadion, Kóbe  | selejtező (A. csoport) | Japán–Mexikó  | 2 : 1    | 7 500       |
| 1993. szeptember 4. | Olimpiai Stadion, Tokió | döntő                  | Ghána–Nigéria | 1 : 2    | 22 000      |

1995-ben Katarban rendezték az U20-as labdarúgó-világbajnokságot, ahol a FIFA JB hivatalnokként alkalmazta. Világbajnokságon vezetett mérkőzéseinek száma:  2.
| Időpont           | Helyszín              | Mérkőzés típusa        | Mérkőzés            | Eredmény | Nézők száma |
| ----------------- | --------------------- | ---------------------- | ------------------- | -------- | ----------- |
| 1995. április 14. | Al-Ahly Stadion, Doha | selejtező (D. csoport) | Kamerun–Németország | 1 : 1    | 1 000       |
| 1995. április 19. | Al-Ahly Stadion, Doha | selejtező (A. csoport) | Oroszország–Szíria  | 2 : 0    | 3 000       |

A világbajnoki döntőhöz vezető úton Franciaországba a XVI., az 1998-as labdarúgó-világbajnokságra a FIFA JB bíróként alkalmazta.
| Időpont           | Helyszín                            | Mérkőzés típusa                            | Mérkőzés             | Eredmény | Nézők száma |
| ----------------- | ----------------------------------- | ------------------------------------------ | -------------------- | -------- | ----------- |
| 1996. április 24. | Metropolitano Stadion, Barranquilla | Dél-Amerika (CONMEBOL) zóna (1. forduló)   | Kolumbia–Paraguay    | 1 : 0    | 31 600      |
| 1997. február 12. | Atahualpa Stadion, Quito            | Dél-Amerika (CONMEBOL) zóna (9. forduló)   | Ecuador–Uruguay      | 4 : 0    | 18 000      |
| 1997. november 2. | Estadio Azteca, Mexikóváros         | Amerika/Karibi-térség (CONCACAF) zónadöntő | Mexikó–Amerika       | 0 : 0    | 115 000     |
| 1998. június 12.  | Felix Bollaert Stadion, Lens        | selejtező (C. csoport)                     | Dánia–Szaúd-Arábia   | 1 : 0    | 39 000      |
| 1998. június 30.  | Parc Lescure Stadion, Bordeaux      | egyik nyolcaddöntő                         | Horvátország–Románia | 1 : 0    | 35 000      |

#### Amerika Kupa
Az 1995-ös Copa América a 37. kiírás volt, amely a Dél-amerikai válogatottak első számú tornája. A tornát a CONMEBOL szervezte, házigazdája Bolívia volt, ahol a  CONMEBOL JB játékvezetőként alkalmazta.
| Időpont          | Helyszín                             | Mérkőzés típusa        | Mérkőzés         | Eredmény | Nézők száma |
| ---------------- | ------------------------------------ | ---------------------- | ---------------- | -------- | ----------- |
| 1995. július 7.  | Atilio Paiva Olivera Stadion, Rivera | selejtező (B. csoport) | Brazília–Ecuador | 1 : 0    | 10 000      |
| 1995. július 13. | Centenario Stadion, Montevideo       | selejtező (A. csoport) | Uruguay–Mexikó   | 1 : 1    | 10 000      |

#### Konföderációs kupa
Szaúd-Arábia rendezte a 3., az 1997-es konföderációs kupadöntőt, ahol a FIFA JB hivatalnoki feladatokkal látta el.
| Időpont            | Helyszín                       | Mérkőzés típusa        | Mérkőzés                | Eredmény | Nézők száma |
| ------------------ | ------------------------------ | ---------------------- | ----------------------- | -------- | ----------- |
| 1997. december 13. | II. Fahd király Stadion, Rijád | selejtező (B. csoport) | Dél-Afrika–Csehország   | 2 : 2    | 7 500       |
| 1971. február 3.   | II. Fahd király Stadion, Rijád | selejtező (A. csoport) | Szaúd-Arábia–Ausztrália | 1 : 0    | 20 000      |

#### Nemzetközi kupamérkőzések
Vezetett Kupa-döntők száma: 2.

#### Libertadores-kupa
A döntőbe jutó csapatok a CONMEBOL elnökségét több alkalommal kérték, hogy Castrilli irányítsa az összecsapást, mert csak így érzik a játékvezetői semlegességet.  
| Időpont             | Helyszín                                           | Mérkőzés típusa        | Mérkőzés                                                  | Eredmény | Nézők száma |
| ------------------- | -------------------------------------------------- | ---------------------- | --------------------------------------------------------- | -------- | ----------- |
| 1997. augusztus 13. | Governador Magalhães Pinto Stadion, Belo Horizonte | döntő második mérkőzés | Cruzeiro (brazil)–Sporting Cristal (perui)                | 1 : 0    | 95 472      |
| 1998. augusztus 26. | Monumental Isidro Romero Carbo Stadion, Guayaquil  | döntő második mérkőzés | Barcelona Sporting Club (ecuadori)–Vasco da Gama (brazil) | 1 : 2    | 72 000      |

## Sportvezetőként
A CONMEBOL elnöksége megbízta, hogy az argentin labdarúgó stadionokban elharapódzó erőszak ellen dolgozzon ki programot. 2003-ban megbízták a  Ministry of Internal Affairs program (ProSEF) igazgatójának, amiről 2008-ban mondott le. Egy hazai tévécsatorna kommentátoraként az előző hét labdarúgó programjainak legfontosabb játékvezetői döntéseket értékeli.

## Szakmai sikerek
1994 és 1998 között öt alkalommal az Év Játékvezetője megtisztelő címet kapta.
Az  IFFHS (Nemzetközi Futballtörténészek- és Statisztikusok Szövetsége) 1987-2011 évadokról tartott nemzetközi szavazásán 151, játékvezető besorolásával minden idők 32, legjobb bírójának rangsorolta, holtversenyben Arturo Brizio Carter, Valentin Ivanov társaságában. A 2008-as szavazáshoz képest 4 pozíciót előbbre lépett.